# Кругляківка
Круглякі́вка — село в Україні, у Куп'янському районі Харківської області. Входить до складу Курилівської сільської громади. Населення становить 1173 осіб.

## Географія
Село Кругляківка розташоване на лівому березі Оскільського водосховища, вище за течією на відстані 1 км розташоване село Колісниківка, нижче за течією примикає село Загризове (Ізюмський район), на протилежному березі — село Сенькове. Через водосховище є міст. У селі є зупинний пункт Сенькове. Через село проходить автомобільна дорога Р79. Селом тече балка Яр Ревучий.

## Назва
Існує дві версії виникнення назви. Перша проста і прозаїчна. Вважають, що першим поселенцем був чоловік, що носив прізвище Кругляк. Звідси і назва. Друга версія пов'язана з красивою і ліричною легендою. Перекази гласять, що на луках неподалік від поселення було велике і глибоке озеро, яке щороку наповнювалось водою від весняних розливів Осколу. Воно мало майже правильну круглу форму, що й послужило приводом для назви села. Озеро замулилося і зникло ще до того як місцевість затопили води Оскільського водоймища.
Озеро мало дві примітності: багатство і красу. Багатим його робила велика кількість риби, а окрасою були густі зарості понад берегами латаття з масою білих і жовтих квіток. Існувало повір'я, що в озері, крім риби, жила русалка, яка перекидалася на водяну лілію, ледь падали на землю перші відблиски сонця.

## Історія
Слобода заснована в кінці XVII століття, десь на два з лишком десятиріччя пізніше, ніж її сусідка — слобода Сенькова.
Під час організованого радянською владою Голодомору 1932—1933 років померло щонайменше 345 жителів села.
До 2020 року орган місцевого самоврядування — Кругляківська сільська рада.
19 липня 2020 року, в результаті адміністративно - територіальної реформи та ліквідації колишнього Куп'янського району (1923— 2020), село увійшло до складу новоутвореного Куп'янського району Харківської області. 
З 7 по 14 жовтня 2024 р. тривала операція із повернення контролю над селом. Під час штурму спецпризначенці ГУР взяли окупантів у полон і отримали важливі розвідувальні дані. Воїни підрозділу «Братство» у складі Спецпідрозділу Тимура ГУР МО України за підтримки 77-ї окремої аеромобільної бригади ЗСУ звільнили та зачистили від російських окупантів село .
30 жовтня 2024 р. село було окуповано ЗС РФ
.
3 лютого 2025 р. в населений пункт увійшли ЗСУ.

## Населення

### Мова
Розподіл населення за рідною мовою за даними перепису:
| Мова            | Кількість | Відсоток |
| --------------- | --------- | -------- |
| українська      | 1099      | 93.69%   |
| російська       | 73        | 6.22%    |
| інші/не вказали | 1         | 0.09%    |
| Усього          | 1173      | 100%     |

## Економіка
- Молочно-товарна і птахо-товарна ферма.
- Сільгосппідприємство «МРІЯ».

## Культура
У селі є сільський клуб, при якому діє вокальна група «Мрія»

### Кругляківська сільська бібліотека
Бібліотека в Кругляківці з'явилася ще на початку ХХ століття. По даним вісника «Народные библиотеки Харьковской губернии» за 1913 рік, перша кругляківська бібліотека була відкрита в 1903 році. Спочатку вона знаходилася при церкві. А коли в 1910 році в селі відкрили початкову школу, бібліотеку розмістили у школі.
Після революції, а точніше, в 1927 році в Кругляківці була відкрита хата-читальня. Знаходилась вона в приміщенні контори колгоспу. На кошти колгоспу були придбані перші книги. В 1935 році книги були передані в Кругляківську початкову школу, де вони зберігалися до 1949 року. В 1950 році в селі побудований  клуб, у якому виділили приміщення для бібліотеки. Бібліотекарем в той час працювала Рибалко Софія Іванівна. З 1955 року по 1959 рік бібліотекою завідувала Лепейко Ніна Григорівна, а потім з 1960 по 1970 рік Савченко Антоніна Юхимівна.
В 1967 році колгосп «Маяк» будує в селі новий клуб, у який переїхала і бібліотека. В період з 1970 по 1974 року бібліотекарями були М. М. Дев'ятко, З. М. Знова, Л. І. Мандик. В 1974 році працювати в бібліотеку прийшла Цигульова Майя Андріївна, яка перебувала на посаді завідувачки до 1996 року. В той час фонд налічував вже більше 10000 екземплярів. В 1997 році в бібліотеці стала працювати Пелих Світлана Іванівна. В цьому ж році бібліотеку переводять до приміщення дитячого садка, де були більш сприятливі умови для роботи. В 2000 році завідувачкою Кругляківської бібліотеки стає Конарєва Любов Андріївна, яка працює на цій посаді дотепер. В 2004 році бібліотеку повертають у клуб.
Основними напрямками діяльності бібліотеки є краєзнавча робота, патріотичне та правове виховання підростаючого покоління. В бібліотеці функціонує дитячий гурток «Школа етикету». В 2012 році Кругляківська сільська рада подарувала бібліотеці комп'ютер. Кругляківська сільська бібліотека є філією Куп'янської централізованої бібліотечної системи. Фонд бібліотеки становить 8358 екземплярів, вона обслуговує більш як 500 жителів села.
В 2018 році у Кругляківської бібліотеки символічний ювілей — 115 років від дня заснування.

## Об'єкти соціальної сфери
- Амбулаторія сімейної медицини.

## Відомі люди
- Уродженцем села є Г. Я. Токарєв — Герой Радянського Союзу.
- Ляшенко Сергій Юрійович (25.3.1981—13.9.2022) — український воїн 92ОМБр, загинув під час визволення Харківської області від окупантів [9]
- Сулига Данило Євгенійович (26.04.2002 - 27.04.2023) - український воїн,гранатометник механізованого взводу, уродженець села Кругляківка, загинув в м. Бахмут під час виконання бойового завдання. Не зважаючи на юний вік був справжнім патріотом.